# مگ رافمن
مارگارت "مگ" رافمن (انگلیسی: Margaret "Mag" Ruffman؛ زادهٔ ۲۸ فوریهٔ ۱۹۵۷) بازیگر، کمدین و مجری تلویزیونی اهل کانادا است.
از فیلم‌ها یا برنامه‌های تلویزیونی که وی در آن نقش داشته است، می‌توان به قصه‌های جزیره و کریسمس اونلی در نقش الیویا اشاره کرد.

## فیلم‌شناسی

### فیلم
| سال  | عنوان فیلم                         | نقش           | یادداشت‌ها  |
| ---- | ---------------------------------- | ------------- | ---------- |
| ۱۹۸۲ | قتل با تلفن                        | دختر نوجوان   |            |
| ۱۹۸۷ | توطئه دریای عمیق                   | پرستار        |            |
| ۱۹۹۹ | مادربزرگم پیراهن پادشاه را اتو کرد | گوینده (راوی) | فیلم کوتاه |
| ۲۰۱۴ | مبارزان قلدر                       | هیئت داوران ۷ | فیلم کوتاه |
| ۲۰۱۹ | چه کسی را می‌شناسید                 | لیندا         |            |

### تلویزیون
| سال     | نام فیلم                                 | نقش              | یادداشت                               |
| ------- | ---------------------------------------- | ---------------- | ------------------------------------- |
| ۱۹۸۵    | پری میسون برمی گردد                      | فروشنده زن       | فیلم تلویزیونی                        |
| ۱۹۸۵    | رویای سبز آنشرلی                         | آلیس لاوسون      | سریال کوتاه تلویزیونی                 |
| ۱۹۸۶    | بی اعتنایی بی پروا                       | سندی             | فیلم تلویزیونی                        |
| ۱۹۸۶    | الکس: زندگی یک کودک                      | جِین              | فیلم تلویزیونی                        |
| ۱۹۸۶    | پری میسون: The Case of the Shooting Star |                  | فیلم تلویزیونی                        |
| ۱۹۸۷    | اسمیت و اسمیت                            |                  | سریال تلویزیونی                       |
| ۱۹۸۷    | آمریکا                                   | سالی             | سریال کوتاه تلویزیونی                 |
| ۱۹۸۷    | آنه در آونلی                             | آلیس لاوسون      | سریال کوتاه تلویزیونی                 |
| ۱۹۸۹    | به دنبال معجزه می‌گردید                   | پرستار بلانش     | فیلم تلویزیونی                        |
| ۱۹۹۰–۹۶ | جاده ای به آونلی (قصه‌های جزیره)          | اولیویا کینگ دیل | نقش اصلی                              |
| ۱۹۹۱    | غریبه در خانواده                         | خانم کسلر        | فیلم تلویزیونی                        |
| ۱۹۹۶    | مو به تنم سیخ شد                         | خانم متیوز       | قسمت‌ها: "حمله تغییر پذیر: قسمت ۱ و ۲" |
| ۱۹۹۸    | کریسمس مبارک، خانم کینگ                  | اولیویا دیل      | فیلم تلویزیونی                        |
| ۱۹۹۹    | دریاچه سایه                              | لوئیز گاربی      | فیلم تلویزیونی                        |
| ۲۰۰۰–۰۱ | تیموتی به مدرسه می‌رود                    | لیلی (صدا)       | نقش دوره‌ای                            |
| ۲۰۱۱    | نمایش فرانک بودن                         |                  | "۱٫۱۱"                                |
| ۲۰۱۶    | رمز و راز مرداک                          | یونیس            | قسمت: "عشق ناخوشایند"                 |
| ۲۰۱۷    | نام مستعار گریس                          | دایان            | قسمت‌ها: "قسمت ۱"، "قسمت ۵"، "قسمت ۶"  |
| ۲۰۱۷    | وارث کریسمس                              | کتی مارتین       | فیلم تلویزیونی                        |

### نویسنده و کارگردان
| سال  | نام فیلم                                | یادداشت        |
| ---- | --------------------------------------- | -------------- |
| ۲۰۰۸ | داستان سرخ سبز: همه ما در این جمع هستیم | فیلم تلویزیونی |